# Audrey Käthe von Scheele
Audrey Käthe von Scheele (* 9. Juni 2000 in Berlin) ist eine deutsche Schauspielerin und ehemalige  Kinderdarstellerin. In ihrem Filmdebüt in Die Gräfin spielte sie die Rolle der siebenjährigen Pola.
Audrey Käthe von Scheele wohnt in Berlin.

## Filmografie
- 2009: Die Gräfin
- 2010: Des Kaisers neue Kleider (Fernsehfilm)
- 2010: Familie Fröhlich – Schlimmer geht immer (Fernsehfilm)
- 2011: Mord in bester Gesellschaft: Die Lüge hinter der Wahrheit (Fernsehserie)
- 2011: Der Mann auf dem Baum (Fernsehfilm)
- 2012: Draussen ist Sommer
- 2016: Stralsund Folge 10: Vergeltung (Fernsehreihe)
- 2018: SOKO Köln – Der Tod kommt online (Fernsehserie)